# Opus pistorum
Opus Pistorum es una novela erótica escrita por el Norteamericano Henry Miller. Fue publicada en 1988 después de la muerte de Miller.

## Sinopsis
Narra las aventuras del alter ego de Miller viviendo en París mientras persigue a una mujer con el objetivo de tener sexo.